# Stefan Riedlsperger
Stefan Riedlsperger (* 27. Oktober 1971 in Salzburg) ist ein ehemaliger österreichischer Judoka.

## Leben
Stefan Riedlsperger begann seine Karriere beim Judoclub Sanjindo Bischofshofen. Im Nachwuchsbereich gelangen ihm einige Achtungserfolge. Seine beste Platzierung im Weltcup erreichte er 1992 in Polen mit Rang drei.
Mittlerweile leitet Riedelsperger den Judoverein Glemmtaler Judoclub.
Von Beruf ist Stefan Riedlsperger Exekutivbediensteter der Bundespolizei.

## Erfolge
- 3. Rang British Open Burgess Hill 2003 + 100 kg
- 3. Rang Polish Open Warschau 1992 − 86 kg
- mehrfache Platzierungen bei österreichischer Meisterschaften[2]